# Le Boulay
Le Boulay – miejscowość i gmina we Francji, w Regionie Centralnym, w departamencie Indre i Loara.
Według danych na rok 1990 gminę zamieszkiwało 440 osób, a gęstość zaludnienia wynosiła 22 osoby/km² (wśród 1842 gmin Regionu Centralnego Le Boulay plasuje się na 727. miejscu pod względem liczby ludności, natomiast pod względem powierzchni na miejscu 661.).